# 勒屈尔福
勒屈尔福（法語：Reculfoz，法語發音：[ʁəkylfo]）是法国杜省的一个市镇，属于蓬塔利耶区。

## 地理
勒屈尔福（46°42'29"N, 6°9'3"E）面积2.54 平方千米，位于法国勃艮第-弗朗什-孔泰大區杜省，该省份为法国东部内陆省份，北起上索恩省，西接汝拉省，东部及东南部与瑞士接壤，东北部与贝尔福地区省接壤。
与勒屈尔福接壤的市镇（或旧市镇、城区）包括：塞尔涅博、勒克鲁泽、穆特、珀蒂特绍、莱蓬泰。

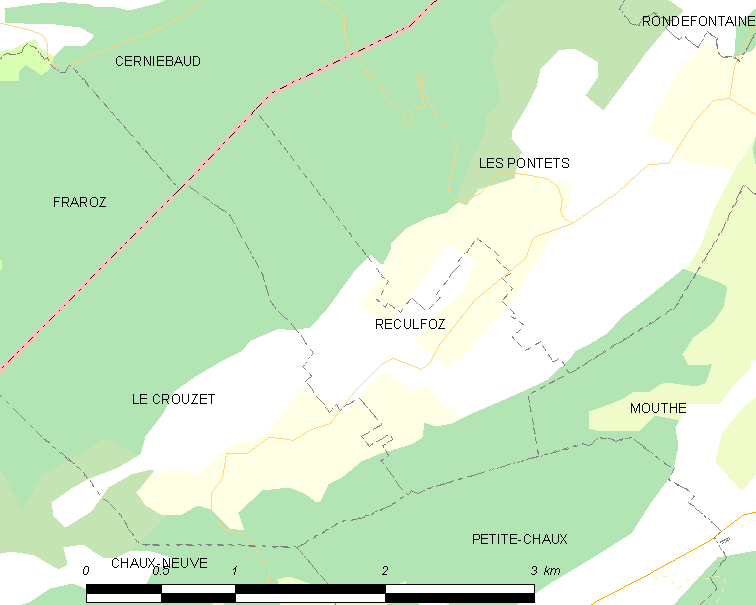
勒屈尔福的OSM定位图

勒屈尔福的时区为UTC+01:00、UTC+02:00（夏令时）。

## 行政
勒屈尔福的邮政编码为25240，INSEE市镇编码为25483。

## 政治
勒屈尔福所属的省级选区为弗拉讷县。

## 人口

1962-2008年间勒屈尔福人口变化图示

勒屈尔福于2022年1月1日时的人口数量为41人。